# Thomas N'Kono
Thomas N'Kono (Dizangué, 20 luglio 1955) è un dirigente sportivo, allenatore di calcio ed ex calciatore camerunese, di ruolo portiere, rappresentante dell'Espanyol.
Considerato uno dei migliori portieri africani di sempre, è stato eletto per due volte Calciatore africano dell'anno: nel 1979 e nel 1982. Con la nazionale camerunese ha disputato due campionati del mondo da titolare (Spagna 1982 e Italia 1990) e uno da secondo portiere (Stati Uniti 1994), vincendo inoltre la Coppa d'Africa 1984 e la Coppa d'Africa 1988. Ritiratosi dall'attività agonistica, per un breve periodo è stato commissario tecnico del Camerun.

## Caratteristiche tecniche
Portiere dotato di notevole personalità, N'Kono spiccava per l'abilità nelle respinte di pugno e la spettacolarità tra i pali, caratteristiche che lo resero l'idolo giovanile di Gianluigi Buffon.

## Carriera

### Club
Debuttò all'età di 16 anni, nel 1972, nella squadra del Canon Yaoundé, giocando per dieci stagioni. Nell'estate 1982, dopo i Mondiali, venne acquistato dall'Espanyol, sfiorando la Coppa UEFA nel 1988, quando gli spagnoli si giocarono la finale con il Bayer Leverkusen. N'Kono è diventato il calciatore africano con più presenze nella storia della Liga con 241 partite in 9 anni. Il suo record è stato battuto successivamente dal connazionale Samuel Eto'o. In seguito ha militato nel CE Sabadell (1991-1993), per poi trasferirsi in Bolivia chiudendo la carriera disputando tre stagioni col Club Bolívar (1994-1997) e aggiudicandosi due titoli di campione nazionale.

### Nazionale
N'Kono ha difeso la porta della nazionale camerunese in due edizioni del campionato del mondo, ossia nel 1982, quando il Camerun si classificò terzo nel Gruppo 1 a pari punti con l'Italia e venne eliminato per il minor numero di gol segnati (a parità di punti e differenza reti), e nel 1990, anno in cui la nazionale africana venne eliminata nei quarti di finale dall'Inghilterra per 3-2, dopo esser stata in vantaggio fino a pochi minuti dal termine dei tempi regolamentari.
Fu convocato anche al campionato del mondo 1994, ma non scese mai in campo, facendo da riserva a Joseph-Antoine Bell (che a sua volta gli aveva fatto da vice nelle precedenti due edizioni del torneo disputate dal Camerun).
A livello continentale vinse la Coppa d'Africa 1984 e la Coppa d'Africa 1988.

## Palmarès

### Giocatore

#### Club

##### Competizioni nazionali
- Campionato camerunese: 5

Canon Yaoundé: 1974, 1977, 1979, 1980, 1982
- Campionato boliviano: 2

Bolívar: 1996, 1997

##### Competizioni internazionali
- Coppa dei Campioni d'Africa: 2

Canon Yaoundé: 1978, 1980
- Coppa delle Coppe d'Africa: 1 [10]

Canon Yaoundé: 1979

#### Nazionale
- Coppa d'Africa: 2

Costa d'Avorio 1984
Marocco 1988

#### Individuale
- Calciatore africano dell'anno: 2

1979, 1982
- Candidato al Dream Team del Pallone d'oro